# خليفة بن علي الأحسائي
السيّد خليفة بن علي بن أحمد الموسوي الأحسائي (ق.1781 - 1862 م) (ق.1195 - 1279 هـ) فقيه جعفري وناسخ سعودي. ولد في قرية القارة بالأحساء بالإمارة الدرعية السعودية ونشأ بها في عائلة هاشمية موسوية. درس على عبد القاهر التوبلي بها ثم هاجر إلى العراق ودرس على علماءها الجعفريين. هو جدّ السادة آل خليفة في النجف وعرف أبناؤه وذريته بالانتساب إليه. أسس مكتبة ضخمة في النجف حوت‌ المئات من المخطوطات. له رسائل في أصول الدين والتجويد. توفي في النجف بإيالة بغداد العثمانية ودفن بها. 

## نسبه
هو خليفة بن علي بن أحمد بن محمد بن علي بن محمد بن أبي طالب حاجي بن عبد النبي بن علي بن عبد النبي بن علي بن أحمد المدني بن محمد بن موسى بن محمد بن أحمد بن عبد الله بن أحمد بن محمد بن جعفر بن أحمد بن محمد بن إبراهيم بن عبد الله بن أحمد بن موسى بن حسين بن إبراهيم بن حسن بن أحمد بن أبي يحيى محمد بن أحمد الزاهد بن إبراهيم بن محمد العابد بن موسى الكاظم. 

## سيرته
ولد خليفة بن علي الموسوي الأحسائي في قرية القارة بالأحساء بالإمارة الدرعية السعودية في حدود 1195 هـ/ 1781 م ونشأ بها. وفي سنة 1210 هـ / 1795 م بدأ يدرس شرح الشمسية في المنطق على أستاذه عبد القاهر بن حسين التوبلي حتى أكملها سنة 1213 هـ/ 1798 م. 

ثم هاجر إلى العراق وسكن في كربلاء أولًا ودرس فيها على علي بن محمد علي الطباطبائي الحائري المعروف بصاحب الرياض، و كتب بعض أجوبة مسائله في 1218 هـ/ 1803 م. اشتغل. بالبحث و المطالعة و استنساخ الكتب، و أسس مكتبة ضخمة حوت‌ المئات من المخطوطات.
توفي خليفة الأحسائي سنة 1279 هـ في النجف بإيالة بغداد العثمانية ودفن بها.

## حياته الشخصية
له من الأبناء ثلاثة، محمد وعلي وباقر. عرف أبناؤه وذريته بالانتساب إليه، فكانوا يدعون بـآل خليفة وآل السيد خليفة. أصلهم من القارة بالأحساء ومنهم من هاجر إلى النجف وسكن بعضهم في البصرة.

## مؤلفاته
- مختصر الشرح الصغير في الفقه، تأليف أستاذه علي الطباطبائي صاحب الرياض
- مجموعة رسائل في أصول الدين والتجويد.